# Lijst van burgemeesters van Veldhoven
Dit is een lijst van burgemeesters van de Nederlandse gemeente Veldhoven in provincie Noord-Brabant sinds de oprichting van de gemeente op 1 mei 1921.
| Ambtsperiode | Naam burgemeester                  | Partij of stroming | Bijzonderheden                                                                 |
| ------------ | ---------------------------------- | ------------------ | ------------------------------------------------------------------------------ |
| 1921 - 1951  | A.J. (Albertus) van Hooff          |                    | begin 1945 was G.J.M. van den Wildenberg waarnemend burgemeester van Veldhoven |
| 1951 - 1964  | A.G.J. (Adriaan) Ras               |                    |                                                                                |
| 1964 - 1969  | G.M.J.W. (Gerard) van de Ven       |                    |                                                                                |
| 1969 - 1983  | G.L. (Gerard) Elsen                | KVP                |                                                                                |
| 1983 - 1990  | A.H. (Ton) Stadhouders             | CDA                |                                                                                |
| 1990 - 2001  | F.A.W. (Frans) Jacobs              | CDA                |                                                                                |
| 2002 - 2006  | G.J.M. (Sjraar) Cox                | PvdA               |                                                                                |
| 2006 - 2007  | J.L.D. (Jaap) van der Linde        | PvdA               | waarnemend                                                                     |
| 2007 - 2017  | J.M.L.N. (Jack) Mikkers            | VVD                |                                                                                |
| 2017 - 2018  | A.M. (Letty) Demmers-van der Geest | D66                | waarnemend                                                                     |
| 2018 - heden | M.J.A. (Marcel) Delhez             | VVD                |                                                                                |